# Delias bagoe
Delias bagoe é uma espécie de borboleta da família Pieridae, que vive no reino Australasiano. As lagartas alimentam-se de plantas de Loranthaceae.

## Distribuição
Ela habita áreas na Nova Irlanda, Arquipélago de Bismarck, Ilha do Duque de York e Nova Hanover